# 靈糧堂秀德小學
靈糧堂秀德小學（英語：Ling Liang Church Sau Tak Primary School）位於香港大嶼山東涌新市鎮，鄰近藍天海岸，為一所全日制津貼小學，於2000年創立。

## 歷史
此校連同毗鄰的靈糧堂怡文中學，均由香港靈糧堂於1998年申辦，並獲批現址校舍。由於此校獲航運商人、香港靈糧堂會友黃怡文贊助，因此校名冠以其妻黃吳秀德之名。
雖然校舍已如期於1999年8月完工，但由於東涌東兩個港鐵上蓋屋苑仍未建成，秀德小學的校舍曾丟空一年，直到翌年才正式啟用。而在毗鄰的靈糧堂怡文中學亦於2002年開辦後，兩校開始結為「一條龍學校」。

## 校舍

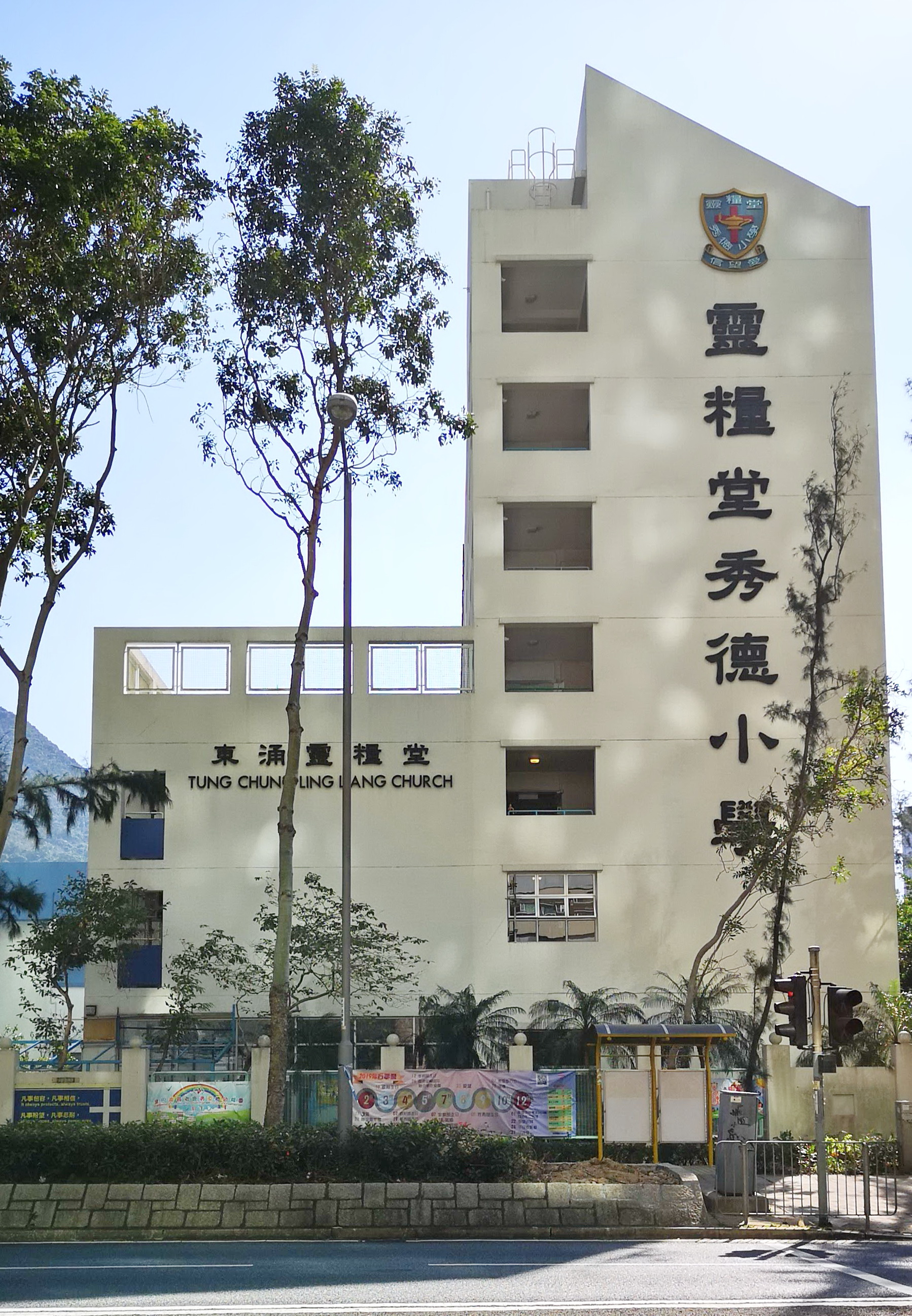
校舍正門位置

此校與同期興建的校舍一樣，均採用1995年版小學靈活式校舍設計，面積為約6,200平方米，設有30間課室及各種特別室。
秀德小學與毗鄰的怡文中學，均由中冶集團承建，於1997年動工，至1999年完工。

## 歷屆校長
- 李錦棠先生（2000年-2008年，創校校長）[9]
- 沈富明先生（2008年-2018年，第二任，曾任東華三院冼次雲小學及救世軍韋理夫人紀念學校下午校校長）[10]
- 陳志源先生（2018年-2020年，第三任）
- 王熹欣女士（2020年-2021年，署理校長）
- 王熹欣女士（2021年-）

## 註解
1. ↑  全稱「基督教靈糧世界佈道會香港靈糧堂堂務委員會」
2. ↑  黃怡文已於2000年逝世；及後，其後人亦有份贊助毗鄰此校的怡文中學。

## 外部連結
- 靈糧堂秀德小學官方網頁 （页面存档备份，存于）